# 나타샤 코롤료바
나탈리야 블라디미노브나 포리바이(러시아어: Ната́лия Влади́мировна Порыва́й, 우크라이나어: Наталія Володимирівна Порiвай 나탈리야 볼로디미리우나 포리바이[*], 1973년 5월 31일 ~ )는 나타샤 코롤료바(러시아어: Наташа Королёва)라는 이름으로 알려진 우크라이나와 러시아의 가수이다.